# René Simier
René Simier (1772-1843) est un des relieurs français majeurs de XIXe siècle, avec Jean-Georges Purgold et Joseph Thouvenin. Il ne faut pas le confondre avec son fils Alphonse, relieur, qui dirigea l'atelier à partir de 1823 et perpétua le nom jusqu'en 1848. Les relieurs Bibolet et Lebrun ont été élèves dans l'atelier de René Simier.

## Biographie
Né dans le Maine le 20 mai 1772, il est d'abord ouvrier dans une imprimerie de sa région, avant de s'installer à Paris, certainement en 1796.
Il y acquit une notoriété très importante puisqu'il devint relieur de l'impératrice Marie-Louise puis, à la Restauration, relieur du roi, ainsi que sous Louis-Philippe.
Comme Joseph Thouvenin et Jean-Georges Purgold, il fit évoluer la reliure techniquement et esthétiquement, en assurant la transition entre le néo-classique et le romantique.
Une grande partie du matériel de dorure utilisé par son atelier et par ses successeurs a été proposé aux enchères chez Drouot Montaigne le 2 juin 2010,, ce qui a donné lieu à une étude scientifique et historique de Roch de Coligny, expert de la vente. Un catalogue raisonné de l'atelier Simier est en cours de rédaction[Quand ?].